# Ernest Vissaguet
Ernest Vissaguet, né le 4 novembre 1834 au Puy (Haute-Loire) et mort le 20 mars 1920 au Puy, est un homme politique français.

## Biographie
Fils d'un notaire, il est avocat au barreau du Puy en 1856. Opposant au second Empire, il est nommé procureur du tribunal du Puy le 29 septembre 1870. En 1871, il est élu conseiller général du canton de Solignac-sur-Loire et le reste jusqu'à son décès. Il sera plus tard président du conseil général. Il est député de la Haute-Loire de 1876 à 1877, siégeant au centre gauche. Il fut l'un des 363 qui refusent la confiance au gouvernement de Broglie, le 16 mai 1877. Battu lors des élections qui suivent la dissolution, il est élu sénateur en 1879. Il conserve son siège jusqu'en janvier 1920, où il est battu. Il meurt deux mois plus tard.

## Publications
- « Essai sur l'histoire municipale du Puy », Annales de la Société d'agriculture, sciences, arts et commerce du Puy,‎ 1859 (lire en ligne)
- « Des épidémies au Puy : de 1481 à 1646 », Annales de la Société d'agriculture, sciences, arts et commerce du Puy,‎ 1862 (lire en ligne)
- « Journal d'un bourgeois du Puy au XVIIIe siècle », Tablettes historiques de la Haute-Loire, Le Puy-en-Velay,‎ 1870 (lire en ligne)

## Sources
- Ressources relatives à la vie publique :   - Sénat
  - Base Sycomore
- « Ernest Vissaguet », dans Adolphe Robert et Gaston Cougny, Dictionnaire des parlementaires français, Edgar Bourloton, 1889-1891 [détail de l’édition]